# Waldhorn
Waldhorn – szczyt w grupie Schladminger Tauern, w Niskich Taurach. Leży w Austrii, na granicy dwóch krajów związkowych: Styrii i Salzburga. Szczyt można zdobyć ze schroniska Preintalerhütte. Na południowym wschodzie leży Kieseck.